# St. George (Missouri)
St. George ist ein Census-designated place (CDP) und eine ehemalige City im St. Louis County im US-Bundesstaat Missouri. Im Jahr 2011 wurde die City aufgelöst. Das U.S. Census Bureau hat bei der Volkszählung 2020 für den CDP eine Einwohnerzahl von 1.553 ermittelt.

## Geographie
Die Koordinaten von St. George liegen bei 38°32'10" nördlicher Breite und 90°18'44" westlicher Länge.
Nach Angaben der United States Census 2010 erstreckt sich das Stadtgebiet von St. George über eine Fläche von 0,49 Quadratkilometer (0,19 sq mi).

## Bevölkerung
Nach der United States Census 2010 lebten in St. George 1337 Menschen verteilt auf 673 Haushalte und 320 Familien. Die Bevölkerungsdichte betrug 2728,6 Einwohner pro Quadratkilometer (7036,8/sq mi).
Die Bevölkerung setzte sich 2010 aus 96,2 % Weißen, 0,5 % Afroamerikanern, 1,0 % Asiaten, 0,4 % amerikanischen Ureinwohnern, 0,1 % aus anderen ethnischen Gruppen und 1,6 % stammten von zwei oder mehr Ethnien ab.
In 21,1 % der Haushalte lebten Personen unter 18 Jahre und in 21,6 % Menschen die 65 Jahre oder älter waren. Das Durchschnittsalter betrug 41,7 Jahre und 45,8 % der Einwohner waren männlich.

## Belege
1. ↑  Explore Census Data Total Population in St. George CDP, Missouri. Abgerufen am 2. Februar 2023.
2. ↑   United States Census
3. ↑   American Fact Finder